# Aingoulaincourt
Aingoulaincourt ist eine französische Gemeinde mit 11 Einwohnern (Stand: 1. Januar 2022) im Département Haute-Marne in der Region Grand Est (bis 2015 Champagne-Ardenne). Sie gehört zum Arrondissement Saint-Dizier und zum Gemeindeverband Bassin de Joinville en Champagne. Die Bewohner werden Aingoulaincourtois genannt.

## Geografie
Die kleine Gemeinde Aingoulaincourt liegt zwischen dem Nordrand des Plateaus von Langres und der Landschaft Barrois, etwa 30 Kilometer südöstlich von Saint-Dizier und 30 Kilometer nordöstlich von Neufchâteau. Das 5,1 km² umfassende Gemeindegebiet weist nur geringe Höhenunterschiede auf und hat keine oberirdischen Fließgewässer. Starke Niederschläge können nach Nordosten zum Fluss Saulx abfließen. Im Westen der Gemeinde breitet sich mit dem Le Chênoi ein ca. 100 ha großes Waldgebiet aus Hier wird im Südwestzipfel der Gemeinde mit 371 m über dem Meer der höchste Punkt erreicht. Umgeben wird Aingoulaincourt von den Nachbargemeinden Pansey im Norden, Échenay im Osten, Sailly im Süden und Montreuil-sur-Thonnance im Westen.

## Bevölkerungsentwicklung
| Jahr      | 1962 | 1968 | 1975 | 1982 | 1990 | 1999 | 2006 | 2013 | 2021 |
| Einwohner | 25   | 20   | 18   | 17   | 17   | 10   | 12   | 14   | 10   |

Im Jahr 1821 wurde mit 78 Bewohnern die bisher höchste Einwohnerzahl ermittelt. Die Zahlen basieren auf den Daten von cassini.ehess und INSEE.

## Sehenswürdigkeiten

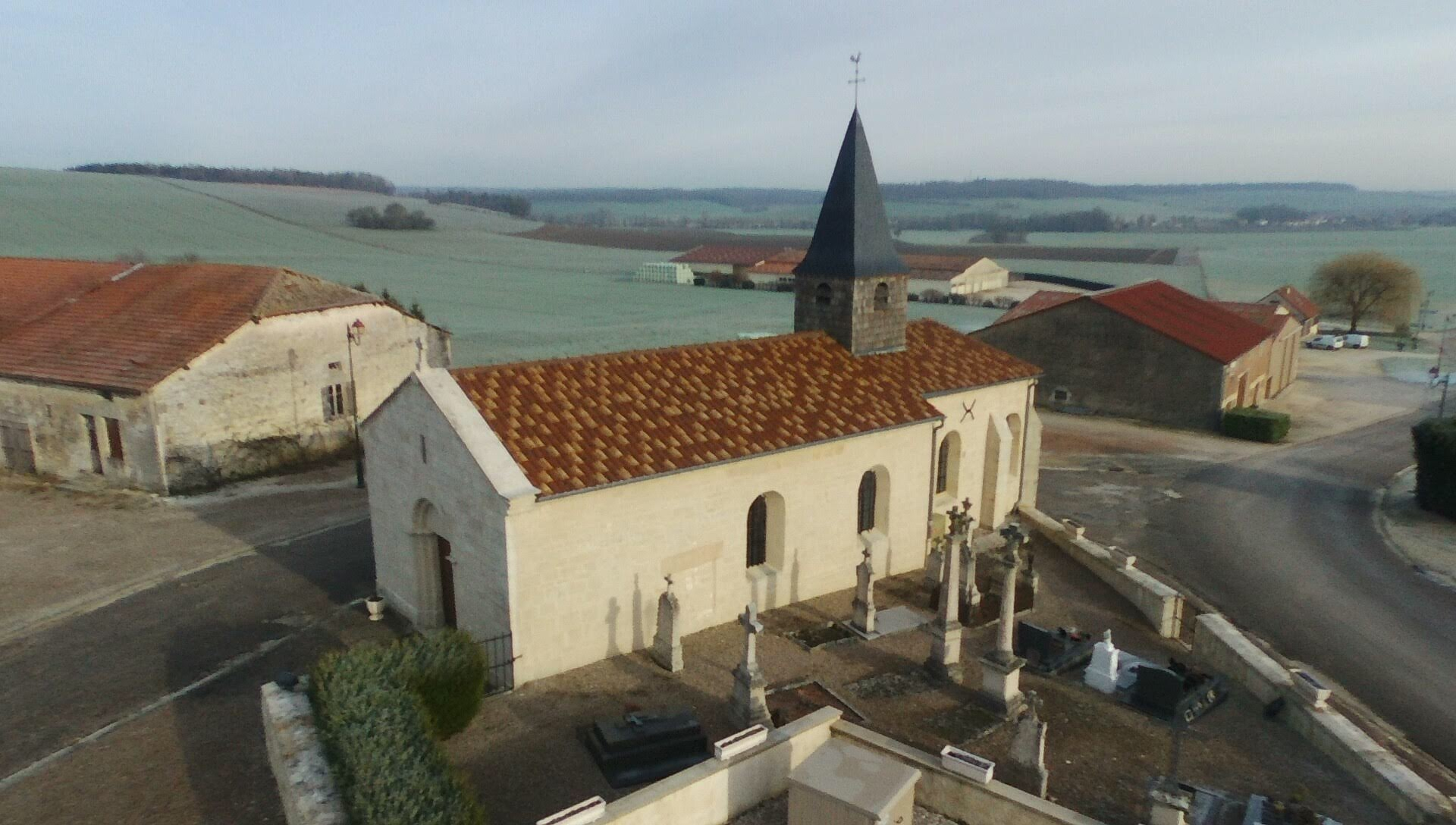
Kirche Saint-Remy

- Kirche Saint-Remy
- zwei Flurkreuze

## Wirtschaft und Infrastruktur
In der Gemeinde Aingoulaincourt sind zwei Landwirtschaftsbetriebe ansässig (Getreideanbau, Viehzucht). Im Norden hat die Gemeinde einen Anteil an einem Windpark.
Aingoulaincourt liegt abseits der überregional wichtigen Verkehrsströme. Im Nordwesten der Gemeinde verläuft die Straße D60 von Joinville nach Saudron. 25 Kilometer nördlich von Aingoulainville besteht in Stainville ein Anschluss an die autobahnähnlich ausgebaute RN 4 von Saint-Dizier nach Toul. In der zehn Kilometer westlich gelegenen Kleinstadt Joinville befindet sich der nächste Bahnhof an der Bahnstrecke Blesme-Haussignémont–Chaumont.

## Belege
1. ↑  Aingoulaincourt auf cassini.ehess
2. ↑  Aingoulaincourt auf INSEE
3. ↑  Culture et production animale, chasse et services annexes sur Aingoulaincourt, auf annuaire-mairie.fr (französisch)